# ماریا میچل
ماریا میچل (انگلیسی: Maria Mitchell؛ ۱ اوت ۱۸۱۸ – ۲۸ ژوئن ۱۸۸۹) بانوی ستاره‌شناس آمریکایی بود. او نخستین زنی بود که به‌طور حرفه‌ای در آمریکا در زمینهٔ ستاره‌شناس به فعالیت پرداخت.

## زندگی‌نامه
میچل در شهرستان نانتاکت، ماساچوست به‌دنیا آمد و در همان‌جا به تحصیل پرداخت. پدر و مادرش از کواکرها بودند. علاقهٔ ماریا به ستاره‌شناسی توسط پدرش کشف شد. ماریا در سال ۱۹۳۶ به‌عنوان کتابدار انجمن ادبی نانتاکت مشغول به کار شد که آن کار را به مدت ۲۰ سال تا ۱۹۵۶ ادامه داد در حالی که شب‌ها به ستاره‌شناسی می‌پرداخت.
میچل در ۱۸۴۲ کواکرها را رها کرد و به پیروی از یونیتارینها پرداخت.
در سال ۱۹۴۷ میچل با تلسکوپ خود موفق به کشف یک دنباله‌دار شد که نام او بر روی دنباله‌دار گذاشته شد. به‌موجب این کشف یک مدال طلایی از سوی فردریک ششم دانمارک به او اهدا گردید.
در سال ۱۸۴۸ به عنوان نخستین زن به عضویت فرهنگستان هنر و علوم آمریکا و انجمن پیشبرد علوم آمریکا درآمد. او همچنین در سال ۱۸۵۰ به عضویت مجمع فیلسوفان آمریکا درآمد. در ۱۸۶۵ میلادی به سمت استادی ستاره‌شناسی کالج واسر رسید.

## نگارخانه

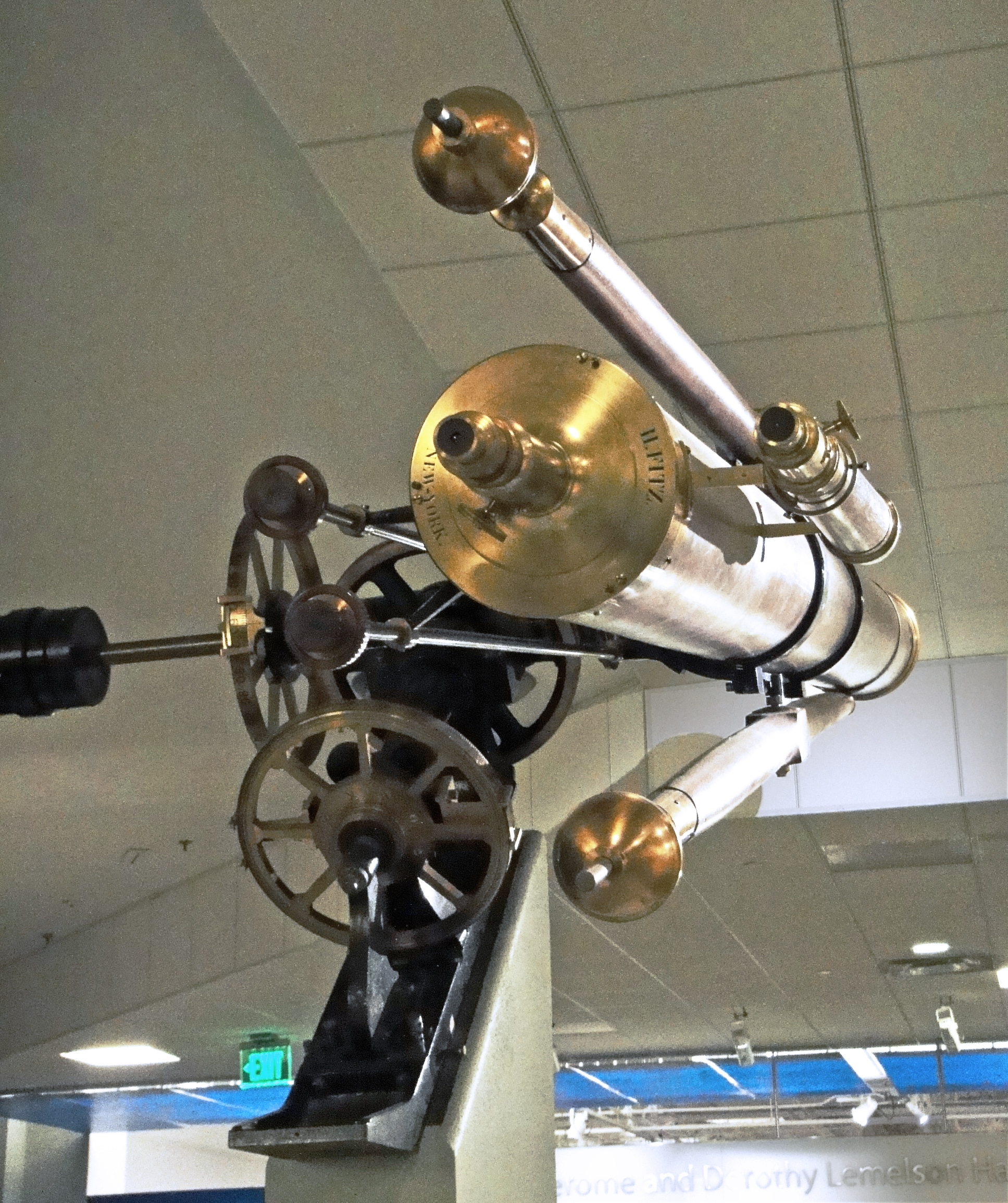
تلسکوپ ماریا میچل در مؤسسه اسمیتسونین، موزه ملی تاریخ آمریکا
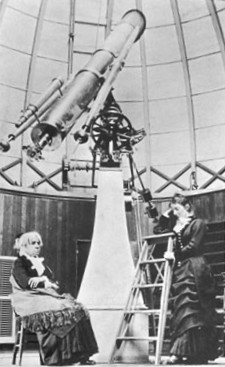
ماریا میچل (نشسته) همراه با یکی از شاگردانش، حدود ۱۸۷۷